# Basil Meeking
John Basil Meeking (ur. 19 listopada 1929 w Ashburton, zm. 11 czerwca 2020 w Christchurch) – nowozelandzki duchowny rzymskokatolicki, w latach 1987–1995 biskup diecezjalny Christchurch.

## Życiorys
Święcenia kapłańskie przyjął 19 lipca 1953 w diecezji Christchurch. Udzielił ich mu ówczesny ordynariusz tej diecezji Edward Michael Joyce. 30 marca 1987 papież Jan Paweł II powołał go na urząd biskupa Christchurch. Sakry udzielił mu 3 czerwca 1987 kardynał Thomas Stafford Williams, ówczesny arcybiskup metropolita Wellington. 15 grudnia 1995 przeszedł na wcześniejszą emeryturę w wieku 66 lat. Od tego czasu pozostawał biskupem seniorem diecezji. Zmarł 11 czerwca 2020.